# Marais de Peñíscola
Le Marais de Peñíscola est une zone de 130 ha qui est classée Parc natural del País Valencià (LIC = Lloc d'Interès Comunitari, en français : Lieu d'intérêt Communautaire) et qui constitue une micro réserve de la flore et de la faune dans la commune de Peñíscola (Baix Maestrat).

## Caractéristiques physiques
Le marais de Peñíscola est situé à la limite méridionale de la Plaine de Vinaròs, reliée à son système hydrogéologique, lequel est associé à l'aquifère du Maestrat, et tous deux reçoivent les apports hydriques de manière souterraine.
Le chemin vieux de Benicarló marque l'extension maximum du marais dans le passé, et traditionnellement il marque la limite de la zone sèche irriguée avec des norias. Du nord au sud, les zones du marais sont désignées par la Marjal, les Marjaletes, Llandells, el Prat et l'Estany. Le cordon littoral qui fermait le marais est en voie de disparition, au moins, depuis 1935, à cause de l'érosion liée à la construction du port de Benicarló.
Le marais de Peñíscola est d'une zone humide littorale qui, malgré l'intense pression urbanistique à l'entour, conserve en grande partie ses caractéristiques naturelles. Ainsi tous les captages d'eau dans la zone d'influence du marais, ont provoqué la salinisation des aquifères et du marais lui-même, et l'apparition de niveaux élevés de gaz radon.
Dans les dernières décennies, les champs qui empiétaient sur le marais, ont reculé, soit par l'urbanisation sur la frange littorale, soit par l'abandon de la culture de ces parcelles. Cependant se maintiennent encore de petites parcelles destinées à la culture maraichère, entourées complètement par de petites zones sèches appelées «argires». Durant de nombreuses années l'espace libre de cultures était utilisé pour faire paître des bœufs.

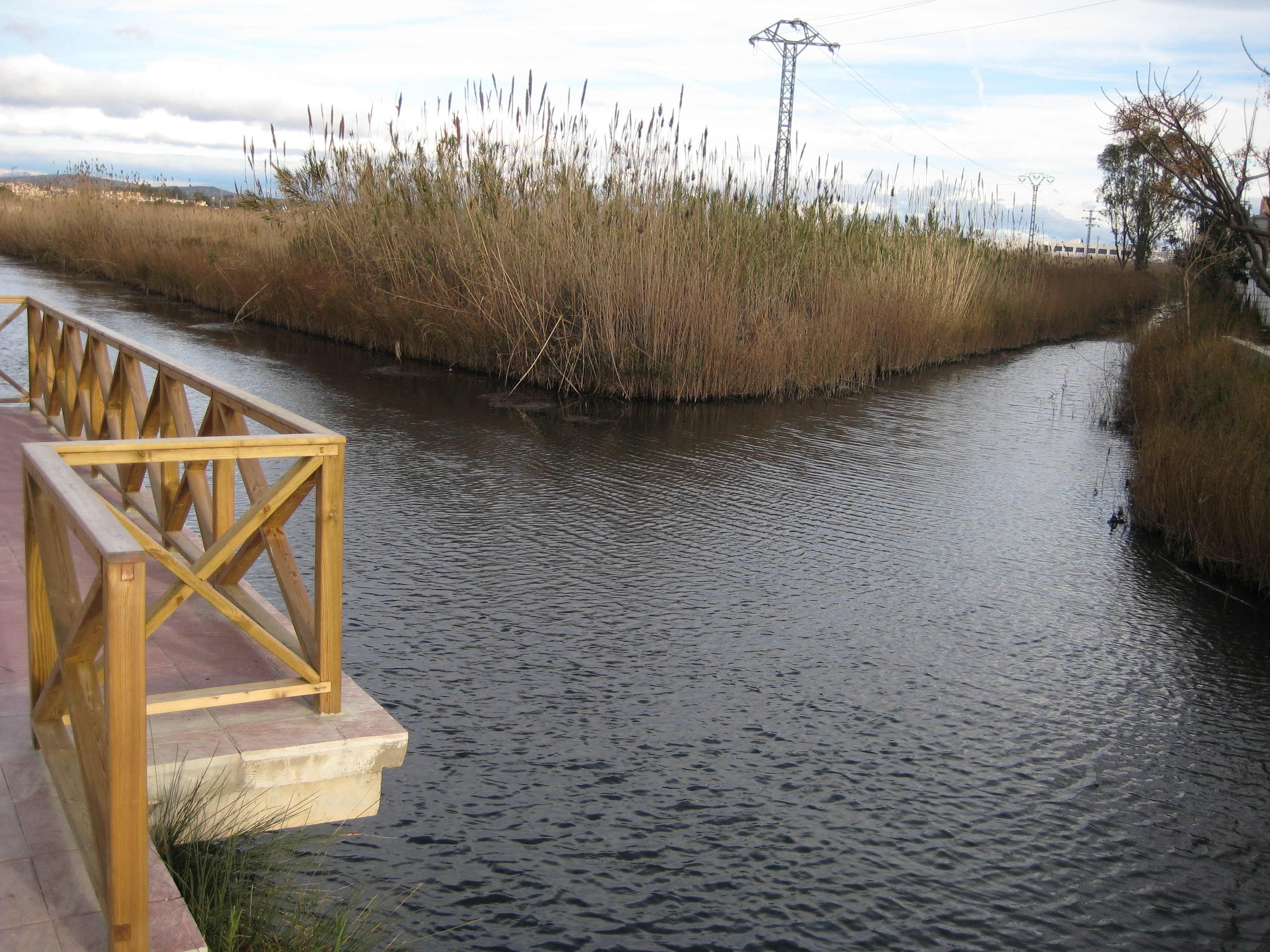
Fin de la zone sèche de Sangonera

## Habitats et espèces remarquables

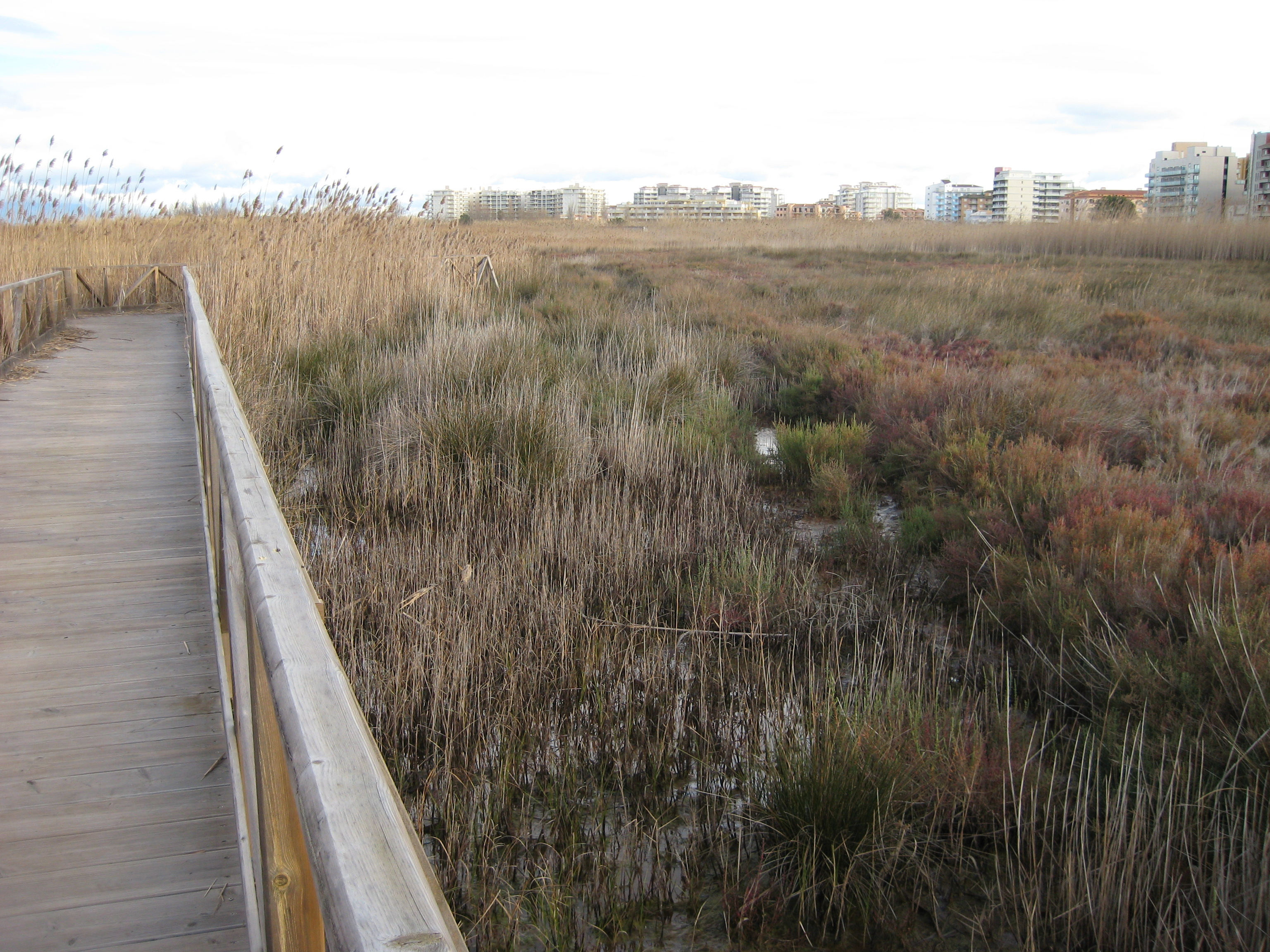
Partie nord du marais.

Les espèces les plus remarquables sont les populations de Cyprinodontes de Valence (Valencia hispanica) et d'Aphanius d'Espagne (Aphanius iberus) et diverses espèces d'oiseaux. Depuis 2004, le marais de Peñíscola a été inclus dans les Plans de sauvegarde du Cyprinodonte de Valence et de l'Aphanius d'Espagne, pour éviter l’extinction de ces deux espèces endémiques. De toute manière, dans les dernières années, le Cyprinodonte de Valence et l'Aphanius d'Espagne sont plus menacés par la présence massive de la Gambusia holbrooki, et leur habitat est dégradé par l'action de la tortue de Floride (Trachemys scripta elegans), d'un escargot d'origine asiatique (Melanoides tuberculata), de l'écrevisse de Louisiane (Procambarus clarkii) et de la carpe commune (Cyprinus carpio).
La marais est un des lieux uniques au monde où croît Limonium cavallinesii[réf. nécessaire].
Continuent de nidifier dans ce marais certains oiseaux comme le grèbe castagneux (Tachybaptus ruficollis), le canard colvert (Anas platyrhynchos) et la gallinule poule-d'eau (Gallinula chloropus).

## Sources
- (ca) Cet article est partiellement ou en totalité issu de l’article de Wikipédia en catalan intitulé « Marjal de Peníscola » (voir la liste des auteurs).